# 克孜勒乡
克孜勒乡，是中华人民共和国新疆维吾尔自治区喀什地区英吉沙县下辖的一个乡镇级行政单位。

## 行政区划
克孜勒乡下辖以下地区：
阔什拱拜孜村、塔米村、库都克村、兰干艾日克村、乔木仑村、买力塔木村、吉勒果依村、库勒艾日克村、特提尔美其特村、喀拉萨依村、艾提尕村、阿热库勒村、库木艾吉克村和托努其村。